# Personaggi di Don Matteo
Questa è la lista dei personaggi presenti nella serie televisiva italiana Don Matteo.

## Sacerdoti investigatori
- Don Matteo Minelli/Bondini (stagioni 1-13), interpretato da Terence Hill.
Generalmente conosciuto soltanto come don Matteo, è stato il primo protagonista della serie ed è diventato un personaggio iconico come prete-detective. Parroco prima a Gubbio e poi a Spoleto, nel corso della 13ª stagione si trasferisce in Sudan, dove è impegnato in una missione.
- Don Massimo Sartori/Matteo Mezzanotte (stagione 13-in corso), interpretato da Raoul Bova.
È il secondo protagonista della serie, entrato in scena a partire dal quinto episodio della 13ª stagione per sostituire don Matteo come parroco di Spoleto.[2][3] Si tratta di un ex carabiniere che ha deciso di intraprendere la carriera sacerdotale dopo avere vissuto il trauma di avere causato involontariamente la morte di un bambino (figlio di un capoclan della 'ndrangheta) durante una missione. È un uomo astuto, severo, diligente, ma molto buono di cuore. Viene inizialmente accolto con molta freddezza e distacco, perché don Matteo era ritenuto insostituibile, ma poi riesce a conquistarsi l'affetto dei personaggi con il passare del tempo. Il nome anagrafico del personaggio, Matteo Mezzanotte, viene rivelato solo nell'ultima puntata della tredicesima stagione, comunque gli altri personaggi lo identificano generalmente come don Massimo.

## Maresciallo
- Antonio/Antonino "Nino" Cecchini (stagione 1-in corso), interpretato da Nino Frassica.
All'anagrafe Antonio/Antonino ma chiamato da tutti Nino, è il maresciallo della caserma dei Carabinieri di Gubbio e successivamente di quella di Spoleto, nonché migliore amico di don Matteo. Caratterialmente è simpatico, sarcastico e con la battuta sempre pronta, ma anche altruista e dal gran cuore. È originario di Messina ed è molto orgoglioso di appartenere all'Arma dei Carabinieri. Fin dall'inizio della narrazione della serie, Cecchini è in attesa di una promozione, promozione che però sembra non arrivare mai. In alcuni episodi, tale traguardo sembra sul punto di essere raggiunto, ma poi sfuma puntualmente. La tanto agognata promozione arriva solamente nella 7ª stagione, in cui viene promosso di grado da maresciallo capo a maresciallo maggiore. Ciò suscita anche l'ironia di Pippo, il quale non si astiene dall'osservare che, dopo tanti sforzi e tanto patema d'animo, Cecchini è rimasto pur sempre un maresciallo.[4] Durante le indagini, Cecchini si avvale sempre dell'aiuto di don Matteo/Don Massimo per risolvere il caso di turno, consuetudine che i capitani che si susseguono nella serie mal sopportano. Per questa ragione Cecchini cerca (senza successo) di spacciare come proprie le intuizioni di don Matteo. È molto curioso e si trova spesso a origliare le conversazioni di amici e colleghi, facendo solitamente confusione e creando una serie di equivoci. È sposato con Caterina e ha due figlie, Patrizia e Assuntina, verso le quali è iperprotettivo. È un grande appassionato di scacchi e gioca spesso contro don Matteo, anche se non è molto abile e finisce quasi sempre sconfitto dal parroco. Dalla 12ª stagione Nino è rimasto vedovo di Caterina e ha una relazione con Elisa, la madre del capitano Olivieri. Nel corso delle stagioni stringe legami di amicizia e di affetto molto profondi con i capitani che si susseguono nelle caserme di Gubbio e Spoleto. Inizialmente non approvava la relazione tra la figlia Patrizia e il capitano Tommasi. Dopo il trasferimento di Giulio, a Spoleto arriva il capitano Olivieri: nonostante l'iniziale scetticismo, in quanto giovane e donna, Cecchini si ricrederà molto presto nei confronti di Anna, e comprenderà il suo valore e la sua dedizione al lavoro. Gli episodi che lo vedono direttamente coinvolto nel caso da risolvere sono: Un uomo onesto (2ª stagione), L'estraneo (4ª stagione), La forza del sorriso (5ª stagione), La cattiva strada (7ª stagione), Nei secoli fedele (10ª stagione). Il maresciallo Cecchini è stato coprotagonista anche della sitcom Complimenti per la connessione insieme al capitano Tommasi e al sagrestano Pippo. Inoltre va menzionata la partecipazione di Nino Frassica alla terza serata del Festival di Sanremo 2018, durante la quale nei panni del maresciallo Cecchini ha messo in scena un interrogatorio rivolto a Claudio Baglioni al fine di risolvere un fittizio delitto verificatosi in sala.[5][6]

## Capitani
- Flavio Anceschi (stagioni 1-5, ricorrente 13), interpretato da Flavio Insinna.
Dalla 1ª alla 5ª stagione è il capitano dei Carabinieri di Gubbio. Anceschi è molto amico del maresciallo Cecchini: i due ufficiali si conoscevano da diversi anni prima che iniziasse la narrazione del telefilm. Cecchini, mantenendo sempre il rispetto dovuto ad un superiore, è solito prenderlo in giro per non aver ancora trovato una fidanzata. Dalla prima alla terza stagione, Anceschi fumava abitualmente le sigarette, anche durante gli interrogatori. Il suo status di fumatore era un elemento caratterizzante del personaggio, ma a partire della quarta stagione questa caratteristica viene del tutto abbandonata, e non viene fatto alcun accenno ai motivi o al modo in cui abbia smesso di fumare. Anceschi ha impiegato molto tempo prima di avere una relazione sentimentale: nasce un sentimento nei confronti della sindaca Laura Respighi. Il capitano Anceschi dichiara più volte di essere cresciuto a Roma, dove ancora vive la madre vedova, e di essere arrivato a Gubbio solamente dopo essersi arruolato nell'Arma dei Carabinieri. La madre viene menzionata molto spesso, ma compare in pochi episodi, quando si reca a Gubbio in occasione di eventi eccezionali. Nel tredicesimo episodio della quarta stagione (Indagine riservata) viene rivelato che il padre, ucciso da un clan di malavitosi quando il figlio era già tenente dei Carabinieri, era di Gubbio, dove aveva un'attività commerciale, e dove è stato seppellito. Nella ricostruzione degli eventi, viene dichiarato che Flavio era già, al momento del delitto, in forza a Gubbio, dove aveva partecipato (senza risultati) alle indagini sulla morte del genitore.
 Nell'episodio Ultimo enigma della quinta stagione, a Gubbio arriva Clara Benzi, una donna che in passato aveva avuto una relazione con Anceschi. La loro relazione si colloca cronologicamente un anno prima che don Matteo diventasse parroco della chiesa di san Giovanni, quindi esattamente un anno prima che iniziasse l'intera sinossi del telefilm. Clara Benzi ha un figlio di nome Flavio, e al capitano viene il dubbio che possa essere lui stesso il padre biologico del bambino, ma poi viene rivelato che l'omonimia del bambino era solo una coincidenza.
Nell'episodio Vuoto di memoria della quinta stagione, viene esplorata una personalità alternativa del capitano Anceschi, e viene ipotizzata una diversa modalità di interazione con gli altri personaggi.
Nel corso delle cinque stagioni in cui era uno dei personaggi comprimari, è cambiato anche il modo in cui Anceschi considera le intromissioni di don Matteo nelle indagini: inizialmente, Flavio reagiva con asprezza e insofferenza, poi invece si è mostrato più serafico e tollerante, al punto da farne anche oggetto di battute comiche con Cecchini. In un'occasione Cecchini, dopo aver dato al capitano un suggerimento sulla risoluzione del caso, gli dice di non vedere don Matteo da una settimana, ma Anceschi, capendo perfettamente la verità, chiede sarcastico «Sette giorni! Che è malato?». Tuttavia, fin dall'inizio, Flavio ha sempre avuto stima personale nei confronti di don Matteo, anche se era contrario al fatto che "collaborasse" con il maresciallo.
Anceschi esce di scena dopo il finale della 5ª stagione. Pur essendo talvolta menzionato o visibile in foto, rientra effettivamente in scena solo come ricorrente della 13ª stagione con una figlia, Valentina, e si scopre essere stato promosso al grado di colonnello.
- Giulio Tommasi (stagioni 6-10, guest star 12, ricorrente 14), interpretato da Simone Montedoro.[7]
È il capitano dei Carabinieri di Gubbio dalla 6ª alla 8ª stagione, poi capitano di Spoleto nella 9ª e 10ª stagione. Giulio decide di entrare nell'Arma per seguire le orme del padre, il generale Ludovico Tommasi, dal quale tuttavia rifiuta ogni possibile raccomandazione, insistendo con il voler andare avanti nella carriera solo per meriti suoi propri. Tommasi si contraddistingue per il rigore e l'intransigenza verso il protocollo, esigendo dai propri uomini professionalità e puntualità. Appassionato di sport, è anche un pugile dilettante. Giulio è un uomo dal carattere altruista e premuroso, ma anche severo ed esigente sia con sé stesso sia con gli altri ed è completamente privo di senso dell'umorismo. Sul lavoro, Tommasi conduce le indagini in modo severo e imparziale: a differenza della fredda esposizione logica dei fatti di Anceschi, lui ha un metodo più schietto e aggressivo, puntando, nella maggior parte dei casi, a far cedere l'imputato e a farlo confessare. Come Anceschi, anche Tommasi non gradisce le interferenze sulle indagini di don Matteo, ma con il tempo maturerà nei confronti del sacerdote una forte stima e nascerà tra loro una grande amicizia. Durante la 6ª stagione è fidanzato con Amanda, una hostess bella ma dispotica, che lo comanda a bacchetta e per la quale lui, innamorato perso, farebbe di tutto, ma il suo vero amore è Patrizia, la figlia maggiore del maresciallo Cecchini. Sebbene inizialmente il capitano non provi nulla per lei e i due abbiano solo qualche sporadica interazione, a partire dalla 7ª stagione nasce tra di loro una profonda amicizia, che si trasforma nel tempo in una appassionata relazione amorosa, dopo la separazione con Amanda. Nonostante il grande amore che Giulio prova nei confronti della ragazza, ha paura di farlo sapere sia a sua madre, sia al maresciallo Cecchini, data la gelosia che lui ha sempre dimostrato nei confronti della figlia e la forte differenza di età. Durante l'8ª stagione, però, Patrizia e Giulio, sono fidanzati e progettano di sposarsi, nonostante l'opposizione irrazionale manifestata in un primo momento dal maresciallo, che finirà per divenire il primo sostenitore della loro relazione. Inizialmente tutto sembra andare per il verso giusto, ma i problemi sono dietro l'angolo: il sostituto procuratore Andrea Conti e Fernando rischiano di rovinare la loro storia. I due arrivano anche a lasciarsi in un primo momento, dato che Patrizia si sente sempre più trattata come una bambina da Giulio e lui non vuole vincolarla data la differenza di vedute. Dopo una forte litigata che porta Patrizia ad andarsene a Roma per lavoro, Tommasi viene ferito gravemente durante un caso e finisce in ospedale. Appena ripresosi, si rende conto di quanto la ragazza conti veramente per lui e che non voglia perderla, cosi si alza per andarle a parlare, quando è la stessa Patrizia (che lo aveva vegliato per 2 notti) ad entrare nella sua stanza, e i due si riconciliano. Ritornati insieme, Giulio e Patrizia convolano a nozze e poco tempo dopo diventano genitori della piccola Martina, ma si apprende che, nel corso dell'intervallo narrativo l'8ª e la 9ª stagione, la stessa Patrizia è morta in un incidente d'auto. Insieme al resto della Compagnia di Carabinieri, a partire dalla 9ª stagione Giulio viene trasferito a Spoleto. Nella nuova città il capitano conosce Lia Cecchini, nipote del maresciallo. Inizialmente Giulio mal sopporta gli atteggiamenti infantili di Lia, ma con il tempo finisce con l'affezionarsi a lei, e la aiuterà a realizzare il suo sogno: entrare nell'Arma. Alla fine, Giulio capisce di essere innamorato della ragazza, ma la loro storia fatica a decollare, soprattutto perché lei rimane incinta del suo ex fidanzato Daniele, con il quale era andata a convivere per un periodo a Roma, prima che Giulio le dichiarasse i suoi sentimenti. Dopo la partenza di Lia insieme a Daniele, il capitano inizierà a frequentare Margherita, ma quando la ragazza torna a Spoleto rivelando di essersi lasciata con Daniele, l'amore tra i due non tarda a farsi risentire, soprattutto dopo che la ragazza partorisce il piccolo Antonio. Tuttavia un malinteso li allontanerà di nuovo spingendo il capitano a proporre il matrimonio a Margherita. Tuttavia, dopo aver scoperto che Lia è ancora innamorata di lui, Giulio inizia ad avere ripensamenti e, arrivato sull'altare, chiede scusa a Margherita e dichiara davanti a tutti di non potersi sposare perché l'unica donna di cui è veramente innamorato è Lia. Il capitano e Lia si chiariscono, tornando definitivamente insieme. Tra la 10ª e l'11ª stagione, Giulio si sposa con Lia, viene promosso e trasferito a Roma con la moglie e i due figli, Martina e Antonio, liberando il suo vecchio appartamento nel quale, in un simbolico "passaggio di testimone", si trasferirà il suo successore: il capitano Anna Olivieri. Torna a Spoleto come guest star nel terzo episodio della 12ª stagione, insieme a Lia e al piccolo Antonio. Si scopre che i rapporti tra lui e Lia sono cambiati, infatti da un po' di tempo vivono separati, ma alla fine Tommasi, dopo essere stato affetto da una parziale amnesia causata da un'aggressione che gli ha fatto dimenticare il suo matrimonio con Lia, si rende conto di essere ancora innamorato di lei e le chiede di risposarlo. Durante la 14° stagione, Giulio, divenuto colonnello, torna di nuovo a Spoleto con sua figlia Martina e lascia la ragazza (ormai adolescente) a casa dei nonni per un po'. Inizialmente sembra che il rapporto con la figlia non vada molto bene, dato che la ragazza soffre della mancanza della madre e accusa Giulio di averla dimenticata, ma il padre la rassicura che ciò non è vero. Qualche tempo dopo, Tommasi incontra il maestro di teatro della figlia e si rende conto che è coinvolto nella morte di Patrizia, realizzazione che lo porta ad essere quasi ucciso dall'avvocato Paternò, che teme che la scoperta su ciò che è successo alla donna porterà a sua volta all'esposizione dei suoi stessi crimini. Giulio sopravvive e, dopo l'arresto dell'avvocato e di Madga Strasser, che confessa di essere la causa dell'incidente mortale di Patrizia, torna a Roma con Martina. Gli episodi che lo vedono direttamente coinvolto nel caso da risolvere sono: Corsa contro il tempo (7ª stagione), L'ombra del sospetto (8ª stagione), Tutto è perduto (8ª stagione), Sotto accusa (9ª stagione), Ricorda di santificare le feste (12ª stagione), Indagine su una figlia (14ª stagione).
- Anna Olivieri (stagioni 11-13, guest star 14), interpretata da Maria Chiara Giannetta.[8]
È il capitano dei Carabinieri di Spoleto dall'11ª alla 14ª stagione della serie. Il suo arrivo in caserma non è accolto bene dai suoi sottoposti (soprattutto da Cecchini), scettici nei suoi confronti per via della giovane età ed in quanto donna, ma con il tempo lei riesce a farli ricredere e a guadagnarsi il loro rispetto. Il padre di Anna fu condannato per bancarotta fraudolenta quando lei aveva circa dieci anni: essendo innocente, l'uomo non aveva retto l'umiliazione e si era suicidato. Da quel momento Anna decide di arruolarsi nell'Arma per arrestare il responsabile della morte del padre, Claudio Lisi (ci riuscirà molti anni dopo, riuscendo anche a perdonarlo per non farsi consumare dalla vendetta). All'inizio è fidanzata con Giovanni, un giovane e brillante avvocato, il quale deciderà di lasciarla per intraprendere la via del sacerdozio, motivo per cui sin da subito Anna sviluppa un'antipatia nei confronti di don Matteo, “colpevole” secondo lei di aver plagiato Giovanni. Dopo un'iniziale antipatia nei confronti del PM Marco Nardi, con il tempo inizia a conoscerlo e ad innamorarsi di lui. I due iniziano una relazione alla fine dell'11ª stagione, ma all'inizio della 12ª il loro rapporto entra in crisi quando ad Anna viene offerto un lavoro in Pakistan che decide di tenere nascosto a Marco, facendolo sentire escluso. Inizialmente Anna è tentata dall'idea di accettare, ma in seguito sceglierà di rinunciare per poter sposare Marco. Il giorno del matrimonio però lui le confessa di averla tradita, decretando in apparenza la fine della loro storia. La sua vita cambia quando una sera incontra per caso Sergio La Cava, un ex detenuto con cui avrà una relazione. Inizialmente Sergio la tratta con freddezza, ma Anna riuscirà a smussare il suo carattere e a migliorare il suo rapporto con Ines (la figlia di Sergio). Nel finale della 12ª stagione resta ferita nel corso di una rapina organizzata anche da La Cava. Dopo l'intervento di Cecchini, decide di aspettare che l'uomo sconti la pena salvo scoprire, due anni dopo, che lui è uscito dal carcere andando via senza avvisare nessuno, lasciando sia lei che Ines. Questo fa sì che il legame con Marco (che nel frattempo si è rinsaldato, facendoli ritrovare 'migliori amici') si stringa sempre di più. A metà della tredicesima stagione capisce di essere ancora innamorata del PM, e tenta di riconquistarlo; tuttavia, egli sembra averla ormai dimenticata e si fidanza con Valentina Anceschi, la figlia dell'ormai colonnello Anceschi, ex-capitano di Gubbio. Alla fine della 13ª stagione tornerà finalmente insieme a Nardi, dopo che questi si è separato da Valentina: i due si sposano finalmente all’inizio della 14ª stagione per poi trasferirsi insieme a Roma. All'inizio è molto orgogliosa e non sopporta di essere vista in momenti di debolezza, ma poco a poco riesce ad uscire dal proprio guscio. Gli episodi che la vedono direttamente coinvolta nel caso da risolvere sono: Il potere del perdono (11ª stagione) e Non desiderare la roba d'altri (12ª stagione).
- Diego Martini (stagione 14-in corso), interpretato da Eugenio Mastrandrea.
È il nuovo capitano dei carabinieri di Spoleto subentrato alla Olivieri. Il capitano Martini è un uomo che per testare i suoi uomini si presenta sempre in incognito come un comune cittadino o come un barbone avendo lavorato per i Servizi Segreti. Preciso, con una memoria fotografica e intransigente sul lavoro ma al suo arrivo a Spoleto viene trattato con sufficienza dal Maresciallo Cecchini, cosa che gli fa guadagnare antipatia nei suoi confronti, e gli fa decidere di rimettere "ordine" in questa caserma disastrata. Si è fatto traferire a Spoleto per motivi sentimentali: infatti, la PM Vittoria Guidi è la sua ex fidanzata, con la quale è stato insieme per sette anni, e ha intenzione di riconquistarla prima che lei si sposi con il suo nuovo compagno Egidio, tuttavia in seguito si rende conto di essersi innamorato di Giulia, la sorella di don Massimo.

## Collaboratori residenti in canonica
- Natalina Diotallevi (stagione 1-in corso), interpretata da Nathalie Guetta.
È la perpetua di don Matteo così come del suo predecessore don Luigi (l'anziano prete morto poco prima dell'inizio della serie) e del suo successore don Massimo. Nata a Napoli, ha trascorso la sua infanzia e la sua adolescenza in un orfanotrofio. Compiuta la maggiore età lavorò in giro per l'Europa come acrobata in un circo, poi iniziò a lavorare ufficiosamente come perpetua quando non aveva ancora l'età sinodale. Come persona Natalina può essere irascibile e spigolosa, ma quando vuole sa essere molto simpatica e gentile. Nutre un grande affetto verso i parrocchiani e gli ospiti della canonica, ovvero i bambini che vi vengono ospitati nel corso delle stagioni: Ines, Camilla, Tommaso, Agostino, Cosimo e Nerino. È una discreta ballerina, e si presta a fare da insegnante di danza per il sindaco Laura Respighi. È inoltre dotata di una grande capacità di osservazione e ha un'ottima memoria. Natalina ha un fratello, Raniero, che compare in un episodio della 6ª stagione (Il fratello di Natalina): come lei ha vissuto una triste infanzia, passata tra orfanotrofi e affidamenti. È single ma sogna l'amore, un marito e dei figli. Ciò la farà cadere in un episodio della 3ª stagione nelle grinfie di un imbroglione che le fa credere di amarla (Natalina innamorata), al quale consegna i risparmi del conto corrente che ha in comune con don Matteo. Nella 5ª stagione Pippo la corteggia, ma lei rifiuta le sue attenzioni. Tuttavia dalla 6ª stagione appare via via sempre più rassegnata seppur con amarezza, al suo destino di single. Nell'8ª stagione in canonica arriva Laura, una ragazza incinta con cui inizialmente ha un rapporto molto conflittuale. I rapporti si inaspriscono ancora di più con la nascita di Ester: lei infatti vorrebbe che la bambina fosse battezzata mentre Laura è contraria. Alla fine Laura le chiederà di fare da madrina a Ester e fino alla 10ª stagione vive con don Matteo. In un episodio della 9ª stagione viene ospitata Nisha, una ragazza bengalese che non parla italiano e che alla fine della stagione andrà a Parigi a vivere da alcuni parenti. Nella 12ª stagione in canonica arriva Ines, una bambina di 6 anni orfana di madre. Inizialmente Natalina non sopporta il padre di Ines (Sergio La Cava) e non fa nulla per nasconderlo, ma con il tempo cambierà idea e si affezionerà a lui. Nel quarto episodio della 12ª stagione (Onora il padre e la madre) Natalina crede di aver ritrovato il padre che non ha mai conosciuto, Manlio salvo poi scoprire che l'uomo è solo un imbroglione. Tuttavia alla fine Natalina si ricongiungerà con la sua vera madre poco prima della morte di quest'ultima.
Gli episodi che la vedono direttamente coinvolta nel caso da risolvere sono: La confessione (2ª stagione), Natalina innamorata (3ª stagione), La valigia (4ª stagione) Una domenica tranquilla (5ª stagione), Il fratello di Natalina (6ª stagione), Una margherita per Natalina (7ª stagione), Addio Natalina! (9ª stagione) e Onora il padre e la madre (12ª stagione).
- Giuseppe/Filippo "Pippo" Gimignani-Zarfati (stagione 1-in corso), interpretato da Francesco Scali.
È il sacrestano di don Matteo (come Natalina svolgeva questo mestiere anche per il suo predecessore don Luigi e continua a praticarlo pure per il suo successore don Massimo) e quindi abita con lui in canonica, seppure non dall'inizio della serie. Tutti lo chiamano con il semplice soprannome Pippo[9][10] e sia il suo nome di battesimo sia il suo cognome costituiscono degli easter egg perché sono stati menzionati solo sporadicamente e per di più sono stati modificati nel corso delle varie stagioni: nell'episodio 4x08, quando Pippo viene ascoltato dagli inquirenti come persona informata sui fatti dopo che don Matteo ha rischiato di morire avvelenato per mano di qualcuno che ha messo della stricnina nel calice contenente il vino per la messa, si apprende che il suo soprannome è il diminutivo di "Giuseppe" e che il cognome da lui portato è "Zarfati"; tuttavia quest'ultimo viene sostituito con "Gimignani" durante un episodio della sesta stagione, mentre nell'episodio 10x01 Pippo stesso rivela il suo nome anagrafico per intero presentandosi come "Filippo Gimignani-Zarfati". La sua grande simpatia colma per certi aspetti la sua fisionomia esteticamente non attraente. Anch'egli single come Natalina, talvolta la corteggia ma sempre con insuccesso. Porta un paio di occhiali, anche se non viene esplicitato se sia miope o presbite.

## Familiari dei personaggi principali

### Famiglia Cecchini
- Caterina Pappamozzi[11][12] (stagioni 2-11), interpretata da Caterina Sylos Labini.
La moglie del maresciallo Cecchini, è messinese come suo marito Nino. È una donna molto buona, tuttavia non esita a contraddire suo marito quando ce n'è bisogno, per esempio quando egli si dimostra troppo all'antica nei confronti delle figlie. È un'ottima cuoca e invita spesso Don Matteo e i suoi amici a mangiare da lei. È un'amante dello scopone scientifico, gioco di carte di cui è campionessa di Gubbio. Nella 12ª stagione si apprende che è morta off screen a causa di una malattia.[13]
- Patrizia Cecchini (stagioni 2-8), interpretata da Pamela Saino.
È la figlia maggiore del maresciallo Cecchini e di Caterina, nonché sorella di Assuntina. Si presenta inizialmente come un'adolescente ribelle che dà un sacco di grattacapi al padre e alla madre. Durante il corso della 6ª stagione, si innamora perdutamente del capitano Giulio Tommasi (il quale però è fidanzato e non ricambia i suoi sentimenti) e fa di tutto per conquistarlo, non riuscendo nell'intento. Nella 7ª stagione si viene a sapere che ha passato sei mesi in Spagna, e li è cresciuta molto, diventando una giovane donna bella e conturbante, iniziando anche una relazione amorosa con un professore universitario spagnolo di nome Julio, che tuttavia non si conclude bene. Dopo essere tornata a Gubbio, accompagnata per caso dal capitano Tommasi, inizia a stringere un forte legame di amicizia con lui, che finisce per sfociare in un grande amore, stavolta ricambiato. Inizialmente la relazione tra i due giovani va a gonfie vele, ma l'arrivo del sostituto procuratore Andrea Conti porta qualche nuvola nella coppia. Patrizia, sentendosi sempre meno apprezzata da Giulio e pensando che lui la tratti da bambina, decide di lasciarlo e va a Roma in cerca di lavoro. Poco dopo essere arrivata, il maresciallo Cecchini la chiama per avvisarla che Tommasi ha avuto un incidente ed è tra la vita e la morte. Patrizia torna nuovamente nella città natale e, dopo aver vegliato su Giulio in ospedale, capisce quanto ancora sia innamorata e si riappacifica con lui. I due si sposano nell'ultima puntata dell'8ª stagione, nonostante l'iniziale parere contrario del padre e dopo il matrimonio, la coppia ha una figlia di nome Martina. Con l'accorpamento delle caserme promosso dalla spending review, Patrizia si trasferisce a Spoleto insieme ai genitori, a Giulio e a Martina, ma, all'inizio della 9ª stagione, viene raccontato che la ragazza è morta pochi anni dopo in seguito ad un incidente stradale, lasciando suo marito e sua figlia da soli. Durante la 10ª stagione, si viene a sapere che Patrizia ha donato i suoi organi, salvando la vita ad una ragazza di nome Alessandra, che ha il suo cuore, mentre nell'11ª stagione una donna di nome Fabiola Grossi racconterà al maresciallo che la notte dell'incidente lei e suo marito, drogati, avevano visto Patrizia esanime ma, pensando fosse tardi, non l'avevano soccorsa. Le circostanze dietro l'incidente di Patrizia vengono spiegate, però, nella 14° stagione: ella era stata l'avvocato dei giovani fratelli drogati Dario e Madga Strasser, scoprendo che quest'ultima aveva assistito al rapimento di una neonata da parte del capo dello studio legale di Patrizia. La notte in cui perse la vita stava portando in macchina Madga assieme al fratello per testimoniare, ma la ragazza, per la paura, le afferò d'istinto il volante, facendo sbandare l'auto e causando la morte di Patrizia.
- Assuntina Cecchini (stagioni 2-11, guest star 12), interpretata da Giada Arena (st. 2-8), Giusy Buscemi (st. 9) e Simona Di Bella[14] (st. 10-11, guest star 12).
Figlia secondogenita del maresciallo, ha un ruolo marginale nel corso della serie, fino a quando inizia una relazione con Zappavigna. Durante un periodo trascorso a studiare in Francia, rimane incinta di un alto rappresentante della borghesia parigina, per il quale decide di lasciare Zappavigna.
- Rosalia "Lia" Cecchini (stagioni 9-10, guest star 12), interpretata da Nadir Caselli.
È la nipote del Maresciallo Cecchini e quindi cugina di Patrizia e Assuntina. Fa la sua prima apparizione nella nona stagione quando tampona con l'auto Giulio mentre si reca dagli zii da cui poi si trasferisce. Inizialmente frequenta l'università di medicina per realizzare il desiderio del defunto padre che sognava per lei una brillante carriera nella chirurgia, ma Lia prosegue gli studi con fatica e controvoglia e alla fine lascerà perdere conscia che la medicina non è la sua strada. Inizialmente il rapporto tra lei e Giulio è formato da continui litigi e battibecchi, soprattutto per i loro caratteri molto diversi[15], ma con il passare del tempo Lia e Giulio cominceranno ad andare molto d'accordo e la ragazza inizierà a provare dei sentimenti per l'uomo. Si dichiara al capitano Tommasi nel finale della nona stagione, dopo aver vinto il concorso per entrare nell'Arma dei Carabinieri proprio grazie al sostegno di quest'ultimo, non ottenendo però nessuna risposta. All'inizio della decima stagione torna da Roma, dove si era trasferita per lavoro, e si fidanza con il capitano che le rivela di ricambiare i suoi sentimenti nonostante avesse pensato di non poter amare nessuno dopo la morte di Patrizia. La loro relazione però finisce dopo poco tempo, quando Lia scopre di essere rimasta incinta di Daniele, il ragazzo da lei frequentato quando era lontano da Spoleto, con il quale partirà per tornare a Roma, pur sapendo di amare ancora Giulio. Tornerà qualche mese più tardi, rivelando che con Daniele è finita e che non è l'uomo con cui vuole formare una famiglia, ma scoprirà a suo malgrado che il capitano si è fidanzato con Margherita. Quando darà alla luce il piccolo Antonio (chiamato così in onore dello zio) si riavvicinerà a Giulio, ma un fraintendimento farà credere alla ragazza che Tommasi non la ritiene adatta ad essere una madre e il litigio che ne segue spinge il capitano a chiedere a Margherita di sposarlo. Lia inizialmente cercherà di rovinare la cerimonia ma si renderà poi conto di aver esagerato e, dopo aver dichiarato nuovamente i suoi sentimenti a Giulio, chiede scusa e si fa da parte. Tuttavia sull'altare l'uomo si rende conto che l'unica donna che può amare è Lia, e lo dichiarerà davanti a tutti ricevendo un pugno da Margherita. Lia e Giulio finalmente si chiariscono e tornano insieme. Nell'undicesima stagione si scopre che si sono trasferiti a Roma e che si sono sposati. Nel 3º episodio della 12ª stagione torna a Spoleto, ma i rapporti tra lei e Giulio sono cambiati (i due vivono separati), ma alla fine Tommasi capirà di non aver mai smesso di amare Lia e le chiederà di risposarlo.

### Famiglia Anceschi
- Laura Respighi (stagioni 4-5), interpretata da Milena Miconi.
Nella 4ª e nella 5ª stagione è il sindaco di Gubbio.[16] Nella 4ª stagione è prima conoscente, poi amica del capitano Anceschi; nell'ultimo episodio della medesima i due si fidanzano. Nella 5ª stagione i due sono fidanzati; nel penultimo episodio della 5ª stagione i due si sposano. Il loro rapporto di coppia è stato messo a rischio dalle intemperanze delle rispettive madri, due vedove altoborghesi che interferiscono nella relazione tra Laura e Flavio: alla fine è don Matteo che le persuade a seppellire l'ascia di guerra e a instaurare reciproci rapporti civili per amore dei loro figli. Dopo il matrimonio, nel corso dell'intervallo narrativo tra la 5ª e la 6ª stagione, Laura esce di scena a causa del trasferimento del marito. Nella 13ª stagione, con il ritorno del cast di Flavio Anceschi, i produttori hanno scelto di non far rientrare il personaggio di Laura, nonostante l'attrice Milena Miconi avesse manifestato la propria disponibilità ad interpretarlo nuovamente.[17] Inoltre, l'espediente narrativo con cui si è giustificata l'assenza del personaggio, vale a dire una costante infedeltà coniugale e la scelta di abbandonare il marito e la figlia, è stato fortemente criticato da Milena Miconi,[18][19] che ha sottolineato la palese incongruenza con il rigore morale che il personaggio aveva sempre avuto nelle stagioni in cui era presente.
- Valentina Anceschi (stagione 13), interpretata da Emma Valenti.[20]
Valentina è la figlia ventenne del Colonnello Flavio Anceschi, che arriva a Spoleto nel corso della tredicesima stagione. Valentina ha un rapporto conflittuale con il padre che, soffrendo per l'abbandono della moglie Laura, si dedica totalmente al lavoro, trascurando la figlia. La ragazza, inutilmente alla ricerca di comprensione e affetto da parte del genitore, entra in crisi in quanto si ritiene responsabile della morte della sua migliore amica, Flaminia. Si dà quindi all'alcool e non supera il concorso per diventare magistrato, cosa che fa infuriare il padre. Alla ricerca di se stessa, decide di trascorrere qualche tempo a casa del maresciallo Cecchini, al quale è molto legata, al punto di chiamarlo "zio". A Spoleto Valentina aiuta il dottor Nardi a cercare di riconquistare Anna. Quando però Marco le confessa di non essersi dichiarato, perché ha visto che Anna non è adatta alla vita di coppia, è proprio Valentina a farsi avanti con il PM, baciandolo. I due così - con dispiacere di Anna, che ha finalmente capito cosa prova per Marco - cominciano una relazione. Valentina ne è estasiata ma la differenza d'età fra loro non tarda a farsi sentire. Alla fine della 13ª stagione il PM ammette di amare ancora Anna, decretando la fine della loro storia.

### Famiglia Tommasi
- Ludovico Tommasi (stagione 6), interpretato da Toni Garrani.
Il padre del capitano Tommasi e appare nella sesta stagione. Come il figlio appartiene all'Arma dei Carabinieri ed è un ufficiale generale in pensione. La sua alta posizione avrebbe permesso al figlio di arrivare in fretta alle cariche più alte dell'Arma, ma Giulio ha rifiutato la sua raccomandazione. Sebbene dissenta spesso dalle decisioni del figlio, si dimostra anche premuroso e affettuoso nei suoi confronti. Inizialmente non stima il maresciallo Cecchini, salvo poi ricredersi.
- Clara Tommasi (stagioni 6, 8-9), interpretata da Simona Marchini.
La madre del capitano Tommasi. È molto esigente nella scelta delle fidanzate del figlio. Disapprova totalmente Amanda e inizialmente non approva nemmeno Patrizia, preferendole il PM Conti (sebbene questa sia solo una collega per Giulio)
- Martina Tommasi (stagioni 9-10, 14), interpretata da Emma Reale[21] (st. 9-10) e da Roberta Volponi[22] (st. 14).
La figlia di Giulio e Patrizia e nipote del maresciallo Cecchini.

### Famiglia Olivieri
- Elisa Olivieri (stagione 11-in corso), interpretata da Pamela Villoresi.
La madre di Anna e Chiara Olivieri, e fa la sua prima apparizione nell’11ª stagione. È vedova sin da quando Anna e Chiara erano poco più che bambine, in seguito al suicidio del marito. Nonostante sia molto legata a loro, Elisa ha un rapporto conflittuale con entrambe le sue figlie: ad Anna rimprovera la scelta di essersi arruolata nell’Arma dei Carabinieri, poiché, secondo lei, tale ruolo sarebbe incompatibile con la vita coniugale, mentre a Chiara rimprovera il fatto di non essere in grado di mantenere una relazione stabile, ma ciò nonostante Elisa vuole molto bene ad entrambe ed è fortemente desiderosa di vederle sposate. Per tale ragione, quando una serie di circostanze la portano a credere che Giovanni abbia chiesto ad Anna di sposarlo, si mostra subito molto entusiasta, ma quando scopre che si tratta solo di un equivoco rimane molto delusa da Anna, arrivando a rinfacciarle ciò che aveva sempre sostenuto, ovvero che la sua carriera sarà sempre di ostacolo alla sua vita sentimentale. Alla fine però le due riusciranno a chiarirsi, e da quel momento in poi Elisa sarà profondamente orgogliosa della figlia. Dopo il mancato matrimonio di Anna con Marco, in seguito al tradimento di lui, Elisa cercherà di convincere la figlia a perdonarlo, arrivando persino ad ammettere di essere stata tradita a sua volta dal marito. Dalla 12ª stagione ha una relazione con il maresciallo Cecchini, anche lui vedovo dopo la morte della moglie Caterina. Anna si mostra molto contraria alla loro relazione, ma l'accetta quando capisce quanto sia importante per loro. Ama viaggiare e ha un cane, un carlino.
- Chiara Olivieri (stagione 11), interpretata da Teresa Romagnoli.[23]
La sorella maggiore del capitano Olivieri. Fa la sua prima apparizione nell'11ª stagione. È l'opposto della sorella: al contrario di Anna infatti, Chiara è espansiva, romantica e piena di vitalità. È molto impulsiva, come dimostrano i numerosi tentativi di approccio ai ragazzi, a differenza di Anna che invece è restia a lasciarsi andare. Tuttavia, nonostante le differenze caratteriali, Anna e Chiara sono molto legate, con quest'ultima sempre pronta a consigliare la sorella in fatto di ragazzi. Non ha una relazione stabile e s'infatua di ogni bel ragazzo che incontra, ma spesso le sue storie si rivelano dei fallimenti. È più femminile di Anna, e sa sempre come sfruttare la propria femminilità. Tale atteggiamento in realtà serve soltanto a mascherare il fatto di essere una ragazza molto insicura e bisognosa d'amore. Proprio come Anna, anche Chiara ha un rapporto conflittuale con la madre Elisa. Quest'ultima infatti la rimprovera di non essere in grado di mantenere una relazione stabile e di non essere portata per l'università. Nell'11ª stagione sviluppa un interesse amoroso nei confronti del PM Nardi, e ciò impedisce ad Anna di dichiarare a Marco i propri sentimenti. Tuttavia, quando capisce che l’uomo ricambia i sentimenti della sorella decide di farsi da parte, riuscendo anche a trovare la forza di "benedire" la loro relazione.

## Appuntati e sottufficiali
- Pietro Ghisoni (stagioni 1-3, 5-in corso), interpretato da Pietro Pulcini.
Brigadiere nelle caserme di Gubbio e Spoleto.
- Antonio Lauro (stagione 1), interpretato da Valerio Santoro.
Carabiniere della caserma di Gubbio, è spesso al fianco di Ghisoni.
- Linetti (stagione 4), interpretato da Andrea Cereatti.[24]
Appuntato della caserma di Gubbio. È presente unicamente nella stagione 4, in cui sostituisce Ghisoni senza che venga data una spiegazione per questo avvicendamento.
- Jamila (stagione 6), interpretata da Shukri Said.
Appuntata della caserma di Gubbio.
- Severino Cecchini (stagioni 6-10), interpretato da Giuseppe Sulfaro.
Carabiniere scelto, nipote di secondo grado del maresciallo Cecchini e cugino di Patrizia, Assuntina e Lia. Parla un linguaggio obsoleto e precisissimo.
- Gianni Barba (stagione 10-in corso), interpretato da Francesco Castiglione.
Appuntato scelto della caserma di Spoleto.
- Romeo Zappavigna (stagioni 11-13), interpretato da Domenico Pinelli.[25]
Appuntato, è un giovane carabiniere altruista e gentile. È il preferito del capitano Olivieri. Si fidanza con Assuntina, ma nella 12ª stagione si lasciano. Viene promosso vicebrigadiere. Nella 13ª stagione ha uno screzio con il maresciallo Cecchini a causa di una fidanzata, Carol, che lo spinge a denunciare il maresciallo per nonnismo.
- Mario La Talpa (stagione 14), interpretato da Mario Coco.
Carabiniere della caserma di Spoleto, sostituto di Zappavigna, figlio a sua volta di un Generale dei Carabinieri.

## Pubblici ministeri (PM)
- Andrea Conti (stagione 8), interpretata da Eleonora Sergio.
È la nuova PM di Gubbio detta "il Mastino", ignora che Cecchini fornisce a don Matteo le informazioni sulle indagini in corso e che tutte le idee che gli vengono siano in realtà del sacerdote. Solamente a partire dalla ottava stagione, viene introdotta nella fiction la figura del PM, il Pubblico Ministero che coordina le indagini. In tutte le stagioni precedenti, tale figura era pressoché inesistente: veniva solo sporadicamente menzionata dal Capitano come "il giudice" quando veniva fatto un riassunto delle indagini, ma non appariva mai.
- Bianca Venezia (stagione 9, guest star 12), interpretata da Giorgia Surina.
PM di Spoleto nota anche con il soprannome "Bibba" e migliore amica di Tommasi ai tempi delle superiori, diventa rivale in amore di Lia.
- Gualtiero Ferri (stagione 10), interpretato da Dario Cassini.
PM di Spoleto che collabora assiduamente con la caserma. Ha in simpatia il maresciallo Cecchini, mentre prova antipatia nei confronti del capitano Tommasi. Lascia Spoleto in seguito al fidanzamento fra quest'ultimo e Margherita ma alla fine si ricongiungerà con Margherita.
- Lucrezia Volpi (stagione 10), interpretata da Maria Rosaria Russo.[26]
PM di Spoleto che sostituisce Gualtiero quando chiede il trasferimento. È una donna dal carattere algido.
- Marco Nardi (stagioni 11-13, guest star 14), interpretato da Maurizio Lastrico.[27]
È il PM che inizia a lavorare a Spoleto in contemporanea con il capitano Anna Olivieri. Spirito libero, sarcastico e con la battuta sempre pronta, apparentemente cinico e misogino, la sua insofferenza verso le donne è dovuta al tradimento della sua ex con il suo migliore amico, ragion per cui il giorno del loro matrimonio non si era nemmeno presentato in Chiesa. Inizialmente prova antipatia nei confronti del capitano Olivieri e si diverte a punzecchiarla, ma lei non esita a tenergli testa, dimostrandosi sin da subito fiera e altezzosa. In seguito inizia una relazione con Chiara, la sorella maggiore di Anna. Con Chiara sembra divertirsi molto, se non fosse però che lui segretamente preferisce proprio Anna, ma è restio ad ammetterlo per timore di rimanere nuovamente ferito. I due iniziano una relazione al termine dell’11ª stagione. All’inizio della 12ª sono in procinto di sposarsi, ma quando Marco scopre che Anna gli ha tenuto nascosto un’offerta di lavoro in Pakistan che comporterebbe il rinvio del matrimonio, amareggiato e sentendosi di ostacolo, si ubriaca e passa la notte con una donna che si rivela essere il nuovo procuratore capo, Sara Santonastasi, e che in seguito svilupperà un interesse amoroso (non ricambiato), proprio nei suoi confronti. Alla fine Anna decide di rinunciare a partire, ma il giorno delle nozze lui le confessa di averla tradita, ragion per cui lei deciderà di abbandonarlo sull'altare. Dopo il mancato matrimonio si trasferisce nell'appartamento del maresciallo Cecchini, trovandosi ad abitare nello stesso condominio di Anna, l’uno di fronte all'altra. Cercherà in tutti i modi di riconquistarla, ma l'arrivo di Sergio La Cava manda in confusione Anna, la quale alla fine deciderà di iniziare una storia proprio con Sergio. Marco non la prenderà bene e non si rassegnerà alla decisione di Anna, ma ogni volta che tenterà di riconquistarla non farà altro che farla arrabbiare. Nel finale della 12ª stagione, dopo il ferimento di Anna in una rapina alla quale doveva partecipare anche Sergio, Marco non esiterà a proteggerla per evitare che venga accusata di collaborazione con Sergio. Alla fine Anna riuscirà a perdonarlo, superando finalmente le fratture del passato. All'inizio della stagione 13, il suo rapporto con Anna si è rinsaldato, e gli eventi portano a riavvicinarli sempre di più: inizialmente Marco si convince di essere ancora innamorato di lei e, con l'aiuto di Valentina Anceschi, prova a riconquistare Anna; Marco tuttavia capisce che lei non è adatta a vivere una relazione di coppia, poiché abituata a fare tutto da sola. Così, Marco rinuncia a dichiararsi e si avvicina sempre più a Valentina, arrivando anche a non accorgersi del fatto che Anna poi provi a riconquistarlo, cercando di farsi notare da lui; infine, nell'episodio 5, Valentina e Marco si baciano, iniziando una relazione. Non passa però molto, prima che il PM cominci ad avvertire la grande differenza d'età presente tra loro. Tuttavia, dopo aver lasciato Valentina, ritorna insieme ad Anna alla fine della 13ª stagione. I due si sposano finalmente all’inizio della 14ª stagione per poi trasferirsi insieme a Roma.
- Sara Santonastasi (stagione 12), interpretata da Serena Iansiti.
Procuratore Capo nella 12ª stagione e superiore di Marco Nardi.
- Vittoria Guidi (stagione 14), interpretata da Gaia Messerklinger.
È il pubblico ministero subentrata a Nardi ed è la ex fidanzata di Martini.

## Ospiti della canonica
- Nerino Bertolacci (stagioni 1-3, guest star 4), interpretato da Claudio Ricci.[28]
Primo bambino della canonica, vive con don Matteo perché il padre si trova in carcere e la madre è morta. Nella serie questo personaggio è chiaramente identificato con il nome e il cognome, a differenza di molti dei bambini ospitati in canonica dopo di lui, che invece sono noti solamente con il nome.
- Elide (stagioni 1-3), interpretata da Evelina Gori.
Anziana arzilla e stravagante, è la nonna paterna di Nerino. Esce di scena nell'intervallo tra la terza e la quarta stagione, senza che venga esplicitato il motivo.
- Camilla (stagione 4), interpretata da Sara Santostasi.
Bambina di sette anni, nata da un padre boliviano e da una madre italiana che svolgeva una missione umanitaria in Bolivia. Entrambi i suoi genitori sono morti ed è affidata a don Matteo, che aveva conosciuto la madre durante la missione.
- Tommaso (stagione 5), interpretato da Steven Manetto.[29]
Bambino di origine brasiliana affidato a don Matteo.
- Agostino (stagioni 7-8), interpretato da Andrea Pittorino.
Bambino di otto anni che tempesta tutti di domande, ha un cane di nome Billo ed è affidato a don Matteo poiché la sua madre biologica lo ha abbandonato.
- Laura Belvedere (stagioni 8-10), interpretata da Laura Glavan.
Ragazza madre ospitata in canonica da don Matteo, figlia del pregiudicato Antonio Belvedere.
- Tomás Martinez (stagioni 9-10), interpretato da Andrés Gil.
Un ragazzo argentino che deve scontare un anno di arresti domiciliari in canonica da don Matteo e che si innamora di Laura.
- Ester Natalina Belvedere (stagioni 9-10), interpretata da Letizia Arnò.[30]
Figlia di Laura Belvedere, cresce per otto anni nella canonica insieme alla madre. Si affeziona particolarmente a Tomás, vedendo in lui il padre che non ha mai avuto.
- Nisha Nasrin (stagione 9), interpretata da Gonsal Hewage Praveena Ashani.[31]
 Ha dieci anni ed è bengalese anche se è del Bangladesh, non parla italiano è orfana di entrambi i genitori e alla fine della stagione va a Parigi ad abitare da alcuni suoi parenti.
- Sabrina Esposito (stagione 10), interpretata da Dalila Pasquariello.[32]
Ex detenuta che grazie a don Matteo ottiene un lavoro a fianco di Tomás, con cui incomincerà una relazione. Deciderà di farsi da parte quando capisce che lui è ancora innamorato di Laura.
- Sofia Gagliardi (stagioni 11-12), interpretata da Mariasole Pollio.
Una ragazza di sedici anni che vive con don Matteo in canonica dopo la morte dei genitori. Inizialmente si mostra insofferente, ma in realtà è una ragazza buona e gentile. Fa amicizia con Seba, prendendo molto a cuore la sua storia con Alice. In seguito si innamorerà (ricambiata) di lui. Nella 12ª stagione inizia una storia con Jordi.
- Cosimo Farina (stagione 11), interpretato da Federico Ielapi.
Bambino che si trasferisce con don Matteo in canonica dopo la morte della madre.
- Ines La Cava (stagioni 12-13), interpretata da Aurora Menenti.[33]
Figlia di Sergio La Cava, bambina di sei anni che viveva da sola con la nonna materna a causa della morte prematura dei genitori. Viene accolta in canonica e si rivela essere figlia di Sergio La Cava, un ex detenuto che non si è mai occupato di lei. Grazie ad Anna che riuscirà a far cambiare carattere a Sergio, i due si ricongiungono. Nonostante ciò - insieme ad Anna che lo aveva aspettato - all'inizio della stagione 13 Sergio scompare senza dire niente a nessuno, lasciando nuovamente la figlia alla canonica di Spoleto. La piccola decide comunque di aspettarlo ancora. Nonostante la giovane età, è molto responsabile e matura. Prima di arrivare in canonica infatti passava molto tempo da sola a occuparsi della nonna affetta dal morbo di Alzheimer. Poi Sergio ritorna e parte insieme ad Ines.
- Sergio La Cava (stagione 12, guest star 13), interpretato da Dario Aita.
Il padre di Ines. Dopo aver scontato sei anni per l'omicidio del nipote da innocente, torna a Spoleto e inizia una relazione con il capitano Olivieri. All'inizio la sua relazione con Anna è solo un pretesto per ottenere i codici di sblocco di un portavalori che deve rapinare, ma col tempo si innamora veramente di lei. Torna in carcere dopo la tentata rapina del portavalori e nella tredicesima stagione scompare, abbandonando Anna e la figlia Ines. Ma poi ritorna e parte insieme ad Ines.
- Federico Limoni (stagione 13), interpretato da Mattia Teruzzi.[34]
Federico è un ragazzo figlio di una tossicodipendente e con un fratellino, un neonato di nome Clementino, ricoverato in ospedale a Perugia. È un ragazzo con un temperamento molto complicato, è spesso irascibile e attaccabrighe, tuttavia in alcune occasioni dimostra di avere dei buoni sentimenti.
- Giulia Mezzanotte (stagione 14-in corso), interpretata da Federica Sabatini.
È la sorella di don Massimo. Infatti nasce da una relazione extraconiugale del padre con una segretaria, che però la abbandona all'età di due anni, lasciandola al padre. Ha un rapporto complicato con don Massimo, che non l'ha ancora perdonata per la morte del padre, che secondo il prete è stata causata da lei durante una delle sue bravate. Grazie all'aiuto del fratello, riesce a ritrovare sua madre. È una ragazza solare, gentile, piena di vita e sempre disposta ad aiutare il prossimo e ad ascoltare, infatti è l'unica persona con la quale Diego è riuscito a condividere i suoi traumi del passato. Inizialmente ha una relazione con un uomo sposato che viene arrestato per frode, ma che continua a vedere convinta che il loro amore sia più forte; quando però questi le chiede di recuperare dei soldi che ha nascosto, Giulia inizia ad avere dei dubbi, finendo per capire di essere stata usata da lui. Successivamente si innamora del capitano Martini.
- Bartolomeo "Bart" Bonacina (stagione 14-in corso), interpretato da Francesco Baffo.[35]
È un bambino ospitato in canonica; all'anagrafe si chiama Bartolomeo. È affetto dalla sindrome di Down. Ha una grande passione per l'apicoltura.

## Ecclesiastici
- Vescovo Guido (stagioni 1-2), interpretato da Gastone Moschin.
Vescovo di Gubbio e amico di vecchia data di don Matteo.
- Giovanni Della Valle (stagione 1), interpretato da Mauro Pirovano.
Presbitero e assistente (detto impropriamente "vicario") del vescovo Guido.
- Vescovo di Gubbio (stagione 3), interpretato da Renato Carpentieri.
Sostituto di monsignor Guido quando quest'ultimo diventa cardinale.
- Suor Maria (stagioni 6-12), interpretata da Astra Lanz.
È la massima esponente del convento di Gubbio, e poi di Spoleto. Quando il personaggio entra in scena, non va per niente d'accordo con don Matteo: lo scambia per un malvivente al loro primo incontro, e disapprova il suo modo di vivere il sacerdozio. In particolare, è in polemica con lui a proposito della sua ufficiosa attività di investigatore. Tuttavia, già dalla settima stagione questa natura di antagonista di suor Maria si affievolisce progressivamente, e a poco a poco i due diventeranno amici. Per via del suo temperamento rigido e severo, la suora è antipatica a Natalina. Suor Maria è un personaggio principale nella 6ª e 7ª stagione, poi diventa un personaggio secondario.
- Monsignor Benelli (stagioni 6-7), interpretato da Philippe Leroy.
Vescovo di Gubbio e vecchio amico di don Matteo, ha una forte passione per il paracadutismo.
- Vescovo di Gubbio (guest star stagione 9), interpretato da Nino Fuscagni.
Vescovo di Gubbio, a cui il maresciallo Cecchini invia una lettera al giorno al fine di far trasferire Don Matteo a Spoleto nella parrocchia di sant'Eufemia.
- Vescovo di Spoleto (stagione 13-in corso), interpretato da Giancarlo Magalli.
È il mentore di don Massimo, che quando ha un problema va da lui a chiedere un consiglio.

## Altri personaggi
- Amanda Patriarchi (stagioni 6-7), interpretata da Ilaria Spada.
È la fidanzata del capitano Tommasi. Ragazza dispotica, bizzosa e collerica, ha instaurato con Tommasi una relazione non paritaria. Nel corso della 6ª stagione manifesta più di una volta l'intenzione di lasciarlo, ma è solo una tattica per costringerlo a sottostare ai suoi voleri. La decisione di interrompere la relazione viene invece presa da Giulio nella 7ª stagione, dopo che lei aveva respinto la sua proposta di matrimonio. Cecchini la esorta a fare un ultimo tentativo di riconquistare Giulio, e lei cerca di dimostrare di aver cambiato radicalmente atteggiamento. Ma Giulio comprende che è solo una finzione.
- Susi Dallara (stagione 7-in corso), interpretata da Sydne Rome.
È la Preside del liceo scientifico, prima a Gubbio e poi a Spoleto. Afferma di conoscere don Matteo da molto tempo; solamente nella 7ª stagione è doppiata da Ludovica Modugno e parla in italiano corrente con una dizione perfetta. Dall'8ª stagione recita con la propria voce, ed ha un marcato accento statunitense.
- Fernando (stagione 8), interpretato da Bruno Cabrerizo.
È un amico spagnolo di Patrizia che viene ospitato dalla giovane figlia di Cecchini, ma Giulio nutre sentimenti di gelosia nei suoi confronti.
- Dario (stagioni 8-9), interpretato da Daniele La Leggia.
Primo fidanzato di Laura all'interno della serie.
- Spartaco (stagione 9-in corso), interpretato da Spartaco Grilli.[36]
È il titolare del bar in Piazza del Duomo a Spoleto, dove don Matteo e Cecchini si ritrovano per giocare a scacchi.
- Carlo Brega (stagione 9), interpretato da Marco Bonini.
Ex fidanzato di Bianca, che la lascia via messaggio il giorno del matrimonio per scappare con un'altra. Si ripresenterà, apparentemente pentito delle sue azioni, per riprovarci con lei con gran fastidio del capitano. A ciò si aggiunge l'adorazione del maresciallo per il giocatore, giocatore di punta del Messina, al punto che Cecchini ripete sempre il detto "Carlo Brega chi lo frega".
- Aldo Ciarulli (stagione 9), interpretato da Christian Ginepro.
È un rappresentante porta a porta venditore di robot da cucina. Stringe un rapporto con Natalina, che gli fornisce il coraggio di abbandonare il suo insoddisfacente lavoro per dedicarsi alla cucina; mentre la perpetua si infatua dell'uomo, che la sosterrà durante i suoi sempre più frequenti mancamenti. Dopo che le condizioni di Natalina diventano critiche e non si viene a capo di cosa la stia avvelenando, Don Matteo comprende che la fonte del veleno è il braccialetto regalatole proprio da Aldo che contiene anilina, un veleno che viene assorbito per osmosi o tramite contatto con la pelle. Raggiunto in casa sua, l'uomo rivela le sue reali intenzioni: Quando era un bambino, la madre ha ucciso il padre poiché questi la aveva tradita e voleva lasciarla. Don Matteo ha scoperto il tutto, e l'ha spinta a confessare ai Carabinieri; Aldo ha quindi visto sua madre lentamente impazzire e infine morire dietro le sbarre della prigione. Il suo scopo è quindi di far soffrire Don Matteo esattamente come ha sofferto lui, facendogli vedere Natalina morire lentamente. Nonostante abbia capito, Don Matteo non ha prove in mano per poter parlare con i carabinieri e far arrestare l'uomo. Tuttavia, è proprio il suo affetto per Natalina a tradirlo: nonostante si sia servito di lei solo per la sua vendetta Aldo si è genuinamente affezionato alla donna e dunque quando Don Matteo lo informa che lei è in punto di morte e vorrebbe solo fargli un ultimo saluto Aldo scoppia in lacrime per correre a togliere il bracciale velenoso che in realtà Don Matteo le ha già tolto e consegnato ai carabinieri, provando così la colpevolezza dell'uomo. Prima di venire arrestato, Aldo chiede a Don Matteo perché non gli ha detto che era già stato incastrato e ha creato tutta questa messinscena: il prete gli risponde che ha voluto che lui avesse un'occasione per parlare con Natalina che gli vuole genuinamente bene, in modo da potersi finalmente liberare dall'odio che lo ha accompagnato per tutta la vita. Aldo viene portato via dai carabinieri, e come ultime parole a Don Matteo gli chiede di riferire a Natalina che è una donna eccezionale.
- Margherita Colognese (stagione 10), interpretata da Sara Zanier.
È una giornalista che sogna di scrivere fiabe per bambini. Dopo un tiepido inizio con il capitano Giulio Tommasi, in seguito diventa amica con tutti i membri della caserma. All'inizio è fidanzata col PM Gualtiero Ferri, ma durante la stagione lo lascerà a causa dell'eccessiva gelosia dell'uomo. In seguito si innamora di Giulio. Per attirare le attenzioni del capitano e farlo così ingelosire, si mette d'accordo con il Maresciallo Cecchini, e alla fine il piano sortisce l'effetto sperato. All'inizio Margherita e Giulio mantengono segreta la loro relazione, tuttavia al termine di una gara di vaporetti alla quale Margherita aveva partecipato con Andrea (interpretato da Daniel Nilsson), rivela a tutti la sua relazione con Giulio scatenando l'ira e la gelosia del PM Ferri, il quale, ferito ed amareggiato, chiederà il trasferimento. Nel finale di stagione Giulio le chiederà di sposarlo, ma durante la cerimonia quest'ultimo capirà di amare solo Lia, e così deciderà di abbandonare Margherita sull'altare. Delusa e amareggiata, Margherita verrà consolata dallo stesso Gualtiero, ma solo dopo aver mollato uno schiaffo al capitano Tommasi.
- Alberto Torre (stagione 10), interpretato da Gabriele De Pascali.
È il professore di matematica dell'università di Laura. Di famiglia benestante, ha un debole per la sua allieva, interesse che lei non ricambia ma che sfrutterà per far ingelosire Tomàs.
- Daniele Orsini (stagione 10), interpretato da Raniero Monaco di Lapio.
Ex fidanzato di Lia, di nobile famiglia, proprietario di una galleria d'arte e padre del suo bambino.
- Giovanni Santucci (stagione 11), interpretato da Cristiano Caccamo.
È il fidanzato del capitano Olivieri all'inizio dell'11ª stagione. È un giovane e brillante avvocato che metterà in dubbio la sua professione e il suo amore per Anna per seguire la vocazione di prete, salvo poi ripensarci quando si rende conto di essere ancora innamorato di Anna.
- Sebastiano (stagione 11), interpretato da Federico Russo.[37]
Noto con il soprannome "Seba", è un compagno di classe di Sofia. È fidanzato con Alice, verso la quale prova un forte senso di colpa dopo l'incidente che l'ha vista coinvolta, ma alla fine si innamora di Sofia e inizia una relazione con lei.
- Alice (stagione 11), interpretata da Anna Godina.[38]
È la ragazza di Seba. A causa di un incidente stradale è rimasta in coma per sei mesi. Dopo essersi risvegliata, avendo intuito i sentimenti di Seba per Sofia, comincerà a trattar male la rivale.
- Rita Trevi (stagione 11), interpretata da Giulia Fiume.
Professoressa di educazione fisica presso la scuola frequentata da Sofia, di cui si scopre essere la vera madre.
- Jordi Ferrazzoli (stagione 12), interpretato da Pasquale Di Nuzzo.[39]
Compagno di classe di Sofia, è un ragazzo con la passione per la danza. Il suo sogno di diventare un ballerino professionista rischierà di infrangersi quando perderà la gamba sinistra in seguito a un incidente stradale. Si innamora di Sofia, che lo convincerà a non rinunciare al suo sogno.
- Greta Alunni (stagione 13), interpretata da Giorgia Agata.[40]
Figlia del primario dell'ospedale di Spoleto, è una ragazza molto determinata che nel corso della tredicesima stagione si innamora di Federico e si fidanza con lui.
- Dottor Alunni (stagione 13), interpretato da Giovanni Izzo.
Primario dell'ospedale di Spoleto e padre di Greta.
- Clementino Limoni (stagione 13), interpretato da Federico Ciani.
Bambino di età prescolare, è il fratello di Federico da parte di madre. Ha preso il cognome della madre perché il padre non lo ha riconosciuto.
- Adelina Rosato/Adele Dubois (stagione 14-in corso), interpretata da Olivia Manescalchi.
È la mamma di Giulia. Ha abbandonato la figlia quando la bambina aveva due anni, ma grazie a Don Massimo le due si ritrovano. Nonostante la freddezza iniziale di Adele e la rabbia di Giulia quando scopre la verità, instaurano un vero rapporto tra madre e figlia.
- Egidio Spaccapietra (stagione 14), interpretato da Federico Maria Galante.
Amico del Maresciallo Cecchini, è il promesso sposo della PM Vittoria Guidi.

## Guest star
- Glauco Onorato (Episodio 1×01)
- Gaetano Amato (Episodio 1×02)
- Luigi Diberti (Episodio 1×02)
- Francesco Benigno (Episodio 1×05)
- Rodolfo Corsato (Episodio 1x10)
- Paolo Malco (Episodio 1×11)
- Tony Sperandeo (Episodio 1×12)
- Karin Proia (Episodio 1x13)
- Ilaria Occhini (Episodio 1×14)
- Stefano Masciarelli (Episodio 1×15)
- Caterina Vertova (Episodio 1×15)
- Antonello Fassari (Episodio 2x04)
- Antonia Liskova (Episodio 2×06)
- Thomas Trabacchi (Episodio 2×06)
- Carlo Croccolo (Episodio 2×07)
- Felice Andreasi (Episodio 2x07)
- Pia Velsi (Episodio 2×07)
- Marco Messeri (Episodio 2x13)
- Pino Ammendola (Episodio 2x13)
- Sydne Rome (Episodio 2×14) (dalla stagione 7 interpreta la preside Susi Dallara)
- Micaela Ramazzotti (Episodio 2×15)
- Angelo Infanti (Episodio 3×03)
- Edoardo Leo (Episodio 3×03)
- Corinne Cléry (Episodio 3×05)
- Caterina Murino (Episodio 3×05)
- Fabio Testi (Episodio 3×07)
- Gabriella Pession (Episodio 3×07)
- Luca Ward (Episodio 3×09)
- Barbara Snellenburg (Episodio 3×09)
- Anna Safroncik (Episodio 3×09)
- Giorgio Lopez (Episodio 3×10)
- Andy Luotto (Episodio 3×12)
- Alberto Rossi (Episodio 4×01)
- Mario Marenco (Episodio 4×04)
- Luca Biagini (Episodio 4x05)
- Giulia Bevilacqua (Episodio 4x05)
- Nini Salerno (Episodio 4×05)
- Franco Interlenghi (Episodio 4×08)
- Ray Lovelock (Episodio 4×10)
- Rossella Brescia (Episodio 4×11)
- Mirca Viola (Episodio 4x14)
- Luigi Di Fiore (Episodio 4x14)
- Riccardo Rossi (Episodi 2×03 e 4×15, con due ruoli diversi)
- Katia Ricciarelli (Episodio 4×16)
- Beatrice Luzzi (Episodio 4x17)
- Edy Angelillo (Episodio 4x18)
- Roberto Ciufoli (Episodio 4x20)
- Patrizia Pellegrino (Episodio 4×21)
- Gegia (Episodio 4×21)
- Marco Leonardi (Episodio 4x22)
- Giuditta Saltarini (Episodio 4x23)
- Brigitta Boccoli (Episodio 4x23)
- Laura Chiatti (Episodio 4×24)
- Simone Colombari (Episodio 4×24)
- Sebastiano Lo Monaco (Episodio 4x24)
- Patrizio Rispo (Episodio 5×01)
- Danny Quinn (Episodio 5×02)
- Renzo Arbore (Episodio 5×03)
- Marco Bonini (Episodio 5x06)
- Maria Pia Calzone (Episodio 5×08)
- Veronica Gentili (Episodio 5×08)
- Alessandra Mastronardi (Episodio 5x13)
- Alessandra Casella (Episodio 5x13)
- Fabio Fulco (Episodio 5x16)
- Roberto Citran (Episodio 5x18)
- Maria Rosaria Omaggio (Episodio 5x22)
- Vito (Episodio 6×01)
- Raffaele Pisu (Episodio 6×02)
- Stefania Orlando (Episodio 6×03)
- Marina Giulia Cavalli (Episodio 6×09)
- Mita Medici (Episodio 6×12)
- Antonella Clerici (Episodio 6×14) - nel ruolo di sé stessa
- Chiara Francini (Episodio 6×19)
- Nino Benvenuti (Episodio 7×11)
- Francesco Arca (Episodio 7×12)
- Simone Di Pasquale (Episodio 7×20)
- Martina Colombari (Episodio 7×22)
- Max Pisu (Episodio 8×10)
- Ninni Bruschetta (Episodio 8×14)
- Michela Andreozzi (Episodi 6×16 e 9×08, con due ruoli diversi)
- Enzo Garinei (Episodio 9×09)
- Davide Silvestri (Episodio 9×12)
- Maria Chiara Giannetta (Episodio 9×25) (dalla stagione 11 interpreta il capitano Anna Olivieri)
- Belén Rodríguez (Episodio 10×01)
- Gisella Sofio (Episodio 10×10)
- Bruno Vespa (Episodio 10×18) - nel ruolo di sé stesso
- Eleonora Giorgi (Episodio 10×19)
- Andrea Roncato (Episodio 10×20)
- Marco Presta (Episodio 10×25) - nel ruolo di sé stesso
- Antonello Dose (Episodio 10×25) - nel ruolo di sé stesso
- Francesco Salvi (Episodi 2×08 e 11×10, con due ruoli diversi)
- Carlo Conti (Episodio 11×14) - nel ruolo di sé stesso
- Corrado Tedeschi (Episodio 11×16)
- Giovanni Scifoni (Episodi 6×04 e 12×01, con due ruoli diversi)
- Fabio Rovazzi (Episodio 12×01)
- Christiane Filangieri (Episodio 12×02)
- Simona Cavallari (Episodio 12×03)
- The Jackal (Episodio 12×06) - nel ruolo di loro stessi
- Elena Sofia Ricci (Episodio 12×07) - nel ruolo di sé stessa
- Gigi Marzullo (Episodio 13×08) - nel ruolo di sé stesso
- Marco Liorni (Episodio 14×06) - nel ruolo di sé stesso
- Tosca D'Aquino (Episodio 14x07)